# Paradise (Washington)
Paradise es un área no incorporada ubicada en el condado de Pierce en el estado estadounidense de Washington.

## Geografía
Paradise se encuentra ubicado en las coordenadas 46°47′9″N 121°44′15″O / 46.78583, -121.73750.